# 王侃 (民国)

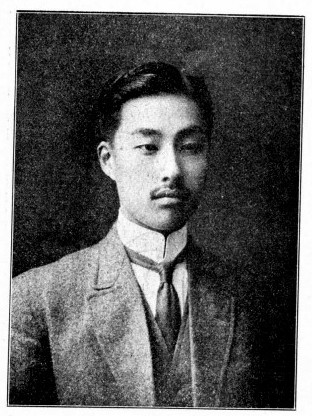
《民国之精华》中的王侃照片

王侃（1884年—1968年），字補宣，江西省東鄉县人，中国民主革命家，中华民国政治人物、律师。

## 生平
王侃生于北京，其父为清朝四品官，后赋闲在家；其母李氏能诗文。王侃自幼好学。光绪二十七年（1901年）赴日本留学，初入振武学校，光绪二十九年（1903年）转入东京帝国大学法科。其间，和革命党人黄兴、杨笃生等人来往密切，乃接受民主革命思想，并加入军国民教育会，后转入中国同盟会，与江西同乡李烈钧、徐秀钧、张华飞等为好友。光绪三十三年（1907年），经张断、王侃介绍，李烈钧在日本加入中国同盟会。
宣统元年（1909年）归国后，王侃从事反清活动。武昌起义爆发后，1911年10月13日，李烈钧抵达汉口。会晤黎元洪之后，李烈钧乘火车抵达北京，与清朝陆军第六镇统制吴禄贞及王侃等人联络，准备响应武昌起义。江西军政府成立后，李烈钧任都督，王侃被任命为江西司法司司长、江西同盟会评议部部长。民國二年（1913年），當選中華民國第一屆國會眾議院議員。同年7月，二次革命湖口起义失败，王侃流亡日本。护国战争中，他参与协助云南起义，任肇庆中华民国军务院驻外总代表、云南特派驻日购械专员，负责为起义军购买及运送军火事宜，受护国军第三军总司令唐继尧明令嘉奖。袁世凯死后，1916年國會復會，他归国再次赴北京任眾議院議員一職，并兼众议院法典委员会委员长。后来曹锟贿选时，他拒绝受贿。此后，他辞去各种职务，专任执业律师。
1927年，南京国民政府成立后，王侃任国民政府交通部法规委员会委员长，后来转为首席参事。当时，买办家族垄断中国出口贸易，将长江航运主权送与外国人，王侃多次进行抵制及谴责。不久，中国国民党重新登记党员，王侃虽然是该党的老党员，但由于不满四大家族统治，两次拒绝登记。此后，他在交通部工作20多年，一直未能升职。因是辛亥革命元老，并精通法学，王侃主持完成了有关交通部门的许多法规、条例、章程、通则，为中国早期交通法制建设奠定了基础。他参与审定并公布实行了《邮政养老抚恤管理章程》。他还主持起草了《邮政法》、《邮政储金法》、《邮政国内汇兑法》、《简易人寿保险法》、《船舶法》，经立法院审议通过，付诸实施。
1945年日本投降后，王侃以年老多病为由要求退休。后来，他再度出任专业律师。1947年，受聘为交通部顾问律师。中华人民共和国成立前夕，一些人劝王侃赴台湾，被王侃婉言谢绝。1954年，王侃获聘为江苏省文史研究馆馆员。晚年撰写了《关于军国民教育会》、《我所知道的李烈钧》、《民初江西省政府》、《护国军起义时期与日本密谈借款购械的内幕》、《关于航政权被侵略的片断》等回忆文章。
1968年，王侃逝世。